# Anomodon heteroideus
Anomodon heteroideus är en bladmossart som beskrevs av Kindberg in Macoun 1892. Anomodon heteroideus ingår i släktet baronmossor, och familjen Thuidiaceae. Inga underarter finns listade i Catalogue of Life.